# Wendy's
Wendy's este un lanț american de restaurante fast-food fondat în 1969 de Dave Thomas în Columbus, Ohio. La sfârșitul anului 2018, Wendy's era al treilea cel mai mare lanț de fast-food specializat în hamburgeri, cu peste 6.700 de locații, după McDonald's și Burger King. Sediul companiei este în Dublin, Ohio.
În 2008, Wendy's a fuzionat cu Triarc Companies Inc., compania care deținea lanțul de restaurante Arby's, formând Wendy's/Arby's Group, redenumit mai târziu The Wendy's Company.
Wendy's este cunoscută pentru calitatea ingredientelor și pentru sloganul „Quality is our Recipe”, promovând folosirea cărnii de vită proaspătă, neverzută congelată, ceea ce o diferențiază de concurenți.
Pe lângă hamburgeri, Wendy's oferă sandwich-uri de pui, salate, deserturi precum Frosty, milkshake-uri, precum și opțiuni pentru mic dejun în anumite locații.
Recent, compania a investit în digitalizare, cu comenzi online, aplicații mobile și tehnologii self-service în restaurante, precum și opțiuni de livrare prin parteneri.
Wendy's are locații în peste 30 de țări, adaptând meniul local în funcție de specificul cultural, inclusiv opțiuni vegetariene și produse sezoniere.
Compania susține inițiative de responsabilitate socială și sustenabilitate, reducând deșeurile și sprijinind comunitățile locale.
Wendy's rămâne un competitor important în industria fast-food datorită accentului pe calitate, inovație și adaptabilitate.